# Rocklin
Rocklin é uma cidade localizada no estado americano da Califórnia, no condado de Placer. Foi incorporada em 24 de fevereiro de 1893.

## Geografia
De acordo com o United States Census Bureau, a cidade tem uma área de 50,7 km², onde 50,6 km² estão cobertos por terra e 0,1 km² por água.

### Localidades na vizinhança
O diagrama seguinte representa as localidades num raio de 16 km ao redor de Rocklin.

## Demografia
Segundo o censo nacional de 2010, a sua população é de 56 974 habitantes e sua densidade populacional é de 1 125,78 hab/km². Possui 22 010 residências, que resulta em uma densidade de 434,91 residências/km².